# Utivarachna rubra
Espèce
Utivarachna rubra est une espèce d'araignées aranéomorphes de la famille des Trachelidae.

## Distribution
Cette espèce est endémique de Bornéo. Elle se rencontre en Indonésie au Kalimantan et en Malaisie au Sarawak.

## Description
Le mâle holotype mesure 3,10 mm et la femelle paratype 2,80 mm.

## Systématique et taxinomie
Cette espèce a été décrite par Deeleman-Reinhold en 2001.

## Publication originale
- Deeleman-Reinhold, 2001 : Forest spiders of South East Asia: with a revision of the sac and ground spiders (Araneae: Clubionidae, Corinnidae, Liocranidae, Gnaphosidae, Prodidomidae and Trochanterriidae. Brill, Leiden, p. 1-591.